# Arctia albomedia
Arctia albomedia là một loài bướm đêm thuộc phân họ Arctiinae, họ Erebidae.